# Centro sociale di destra
Con la definizione centro sociale di destra si indica genericamente il fenomeno cominciato negli anni novanta, che ha visto giovani di estrema destra e del panorama neofascista occupare edifici principalmente nella zona di Roma e provincia per fare concorrenza ai centri sociali di sinistra, che dagli anni sessanta occupavano spazi per restituirli alla libera aggregazione giovanile e legati ai movimenti per la casa.
I centri sociali nascono infatti a Milano e Roma già dai primi anni settanta, quando i giovani neofascisti ne criticavano la gestione ed il modello. Nella metà degli anni novanta, alcuni gruppi di destra sociale a Roma tentano di emulare i coetanei di sinistra occupando alcuni luoghi pubblici, trovando l'appoggio in alcuni movimenti e partiti, costituendo centri d'aggregazione giovanile per neofascisti. Successivamente verranno aperti anche centri sociali non occupati, ma regolarmente gestiti secondo la legge.
Il fenomeno ha preso spunto dalla pratica analoga precedentemente diffusa dai movimenti di estrema sinistra, che per primi crearono i centri sociali attualmente intesi.

## Evoluzione del fenomeno

### Anni '80
Il primo tentativo di occupazione è del 1987, ad opera di Fare Fronte. Il luogo è un piccolo edificio nel parco di Colle Oppio, di fronte al Colosseo. L'occupazione dura poche ore, dopo le quali viene subito sgomberata dalla polizia.
Qualche mese dopo avviene un secondo tentativo di occupazione presso Villa Chigi, all'interno dell'omonimo parco. Anche in questa occasione lo stabile viene sgomberato dalle forze dell'ordine entro poche ore.

### Anni '90

#### Il Bartolo
Il primo centro sociale a resistere per un periodo di tempo abbastanza lungo è stato il Bartolo di Roma, in via Bartolucci (nel quartiere Monteverde), nato presso un edificio scolastico abbandonato ed occupato quindi da alcuni giovani del Fronte della Gioventù nel dicembre 1990. Diventa un punto di riferimento per i giovani dell'organizzazione giovanile del MSI, grazie alle attività di commemorazione organizzate per la ricorrenza della strage di Acca Larentia.
L'esperienza del Bartolo si chiude pochi mesi dopo, nell'autunno del 1991, quando un folto gruppo di occupanti aderisce a Meridiano Zero, movimento politico che fino al 1993 (anno del suo scioglimento) sarà un polo di attrazione per alcuni giovani neofascisti romani.

#### PortAperta
Nel panorama romano la successiva occupazione di uno stabile avviene il 1º luglio 1998 nella zona di San Giovanni in Laterano. Al centro verrà dato il nome di PortAperta. Gli animatori di questa iniziativa sono lontani politicamente da AN che, dopo la cosiddetta svolta di Fiuggi, ha soppiantato l'MSI. Il carattere estremistico del gruppo che ruota intorno al centro si evidenzia con l'organizzazione di un concerto commemorativo in onore di Alessandro Alibrandi (terrorista nero ai vertici dei NAR), nel diciassettesimo anniversario della morte, il 5 dicembre 1998.
Il 1º maggio 1999 il PortAperta diventa teatro di violenti scontri tra gli occupanti e reparti celere della Polizia, in occasione di un "contro-concerto" organizzato in risposta al tradizionale concerto (organizzato da CGIL, CISL e UIL). Gli scontri vedono i militanti neofascisti lanciare sampietrini e bottiglie molotov contro gli agenti, che rispondono con decine di lacrimogeni.
Sul momento non portano a nessun arresto, ma il 26 ottobre scattano 30 perquisizioni e 17 arresti di giovani appartenenti al centro sociale (successivamente non convalidati dal Tribunale della Libertà). Questo episodio segna la fine dell'esperienza del PortAperta.

### Gli anni 2000

#### Tipologia
Negli anni duemila il fenomeno ha ripreso forza e consistenza con due correnti principali facenti capo a CasaPound:
- Le Occupazioni Non Conformi (ONC): occupazioni al cui interno si svolgono attività sportive, culturali, solidaristiche e politiche. Attività che i promotori definiscono lontane dal più conosciuto modello dei centri sociali autogestiti.
- Le Occupazioni a Scopo Abitativo (OSA): occupazioni che, oltre ad avere al loro interno tutte le caratteristiche dell'attivismo culturale e politico delle ONC, hanno lo scopo prioritario di fornire un'abitazione agli occupanti.

Non tutte le occupazioni di questo periodo fanno capo alle correnti OSA e ONC ma, in modo molto minoritario, anche ad Azione Giovani e Forza Nuova.
Il fenomeno si è manifestato principalmente a Roma.

#### Le occupazioni romane

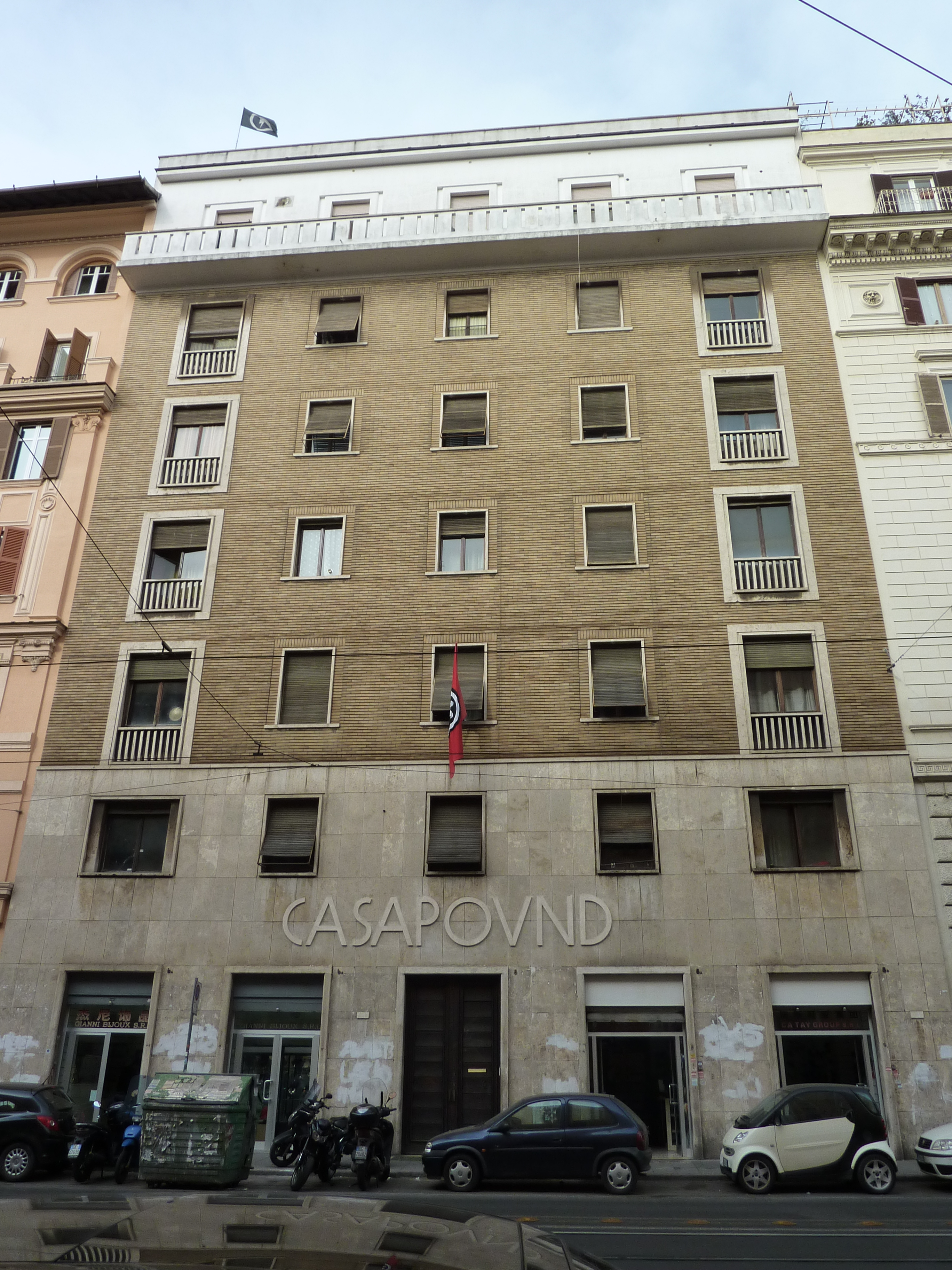
Fotografia di CasaPound a Roma, via Napoleone III, nº 8. CasaPound è un ex palazzo governativo occupato nel 2003 dall'omonima associazione neofascista.

Alle porte di Roma, in via Tiberina 801, inizia l'esperienza di CasaMontag il 12 luglio 2002. CasaMontag, è la prima ONC. A promuovere l'iniziativa è Gianluca Iannone, che diventerà il personaggio simbolo delle occupazioni nere.
Iannone, già esponente di varie organizzazioni di destra e di estrema destra (dal Fronte della Gioventù di Acca Larenzia a Movimento Politico di Maurizio Boccacci) dà vita ad un gruppo di "musica non conforme": gli Zetazeroalfa.
Iannone teorizza per primo le Occupazioni a Scopo Abitativo (OSA), occupazioni di stabili a tempo pieno per favorire un'aggregazione abitativa di tipo identitario.
Il 20 settembre 2003 viene occupato da parte di alcuni giovani dell'area della destra sociale romana uno stabile in via Capo d'Africa a Roma. Lo spazio prende il nome di Foro 753.
Il 27 dicembre 2003, nel quartiere Esquilino di Roma, in via Napoleone III, viene occupato un palazzo di sei piani. Esso prenderà il nome di CasaPound e diventerà il punto di riferimento per l'ambiente neofascista romano e nazionale.
L'estate del 2004, definita da Indymedia "una nera estate romana", rappresenta un periodo di intensa attività legata all'espansione del numero delle occupazioni.
Il 10 luglio viene occupata Casa d'Italia Parioli a Roma, in via Lima 51, un palazzo al centro di affari immobiliari del palazzinaro Stefano Ricucci., il 17 luglio viene occupata Casa d'Italia Boccea in Via di Boccea 496, il 15 agosto avvengono due occupazioni in una notte: Casa d'Italia Torrino, in via Mar della Cina e il Mafarka in via dei Sette Camini, che però viene sgomberato subito.
Nel dicembre dello stesso anno viene occupato uno stabile di proprietà dell'Atac a Roma in viale Etiopia 81 e prende il nome di Mafarka, come l'occupazione del 15 agosto, viene sgomberato dopo poche ore con un intervento particolarmente duro delle forze dell'ordine.
Nel 2005 il movimento romano delle occupazioni affronta la risposta delle autorità del Comune di Roma, che condurrà un piano di sgomberi degli stabili occupati abusivamente. Il 26 gennaio viene sgomberata Casa d'Italia Parioli, mentre il Foro 753 viene sgomberato il 7 giugno 2005.
Nel 2006 il circuito OSA/ONC, che fa capo a CasaPound, riprende l'attività di occupazione e l'8 marzo nel quartiere Vigne Nuove, occupa la Palestra Popolare Primo Carnera.
Il 13 giugno dello stesso anno vengono occupati i locali sotto il cavalcavia in Via del Tintoretto, che prendono il nome di "Galleria Mafarka". Anche in questo caso, come le precedenti occupazioni sotto il nome Mafarka, lo sgombero avviene qualche giorno dopo.
Il 5 ottobre le forze dell'ordine tentano lo sgombero di Casa d'Italia Torrino, ma vengono respinte dagli occupanti e dai militanti di CasaPound accorsi in aiuto. A seguito di questo tentativo andato a vuoto, (l'11 ottobre) viene sgomberata Casa d'Italia Boccea, in cui erano presenti due donne incinte e sei bambini.
Il 21 aprile 2007 il Comune di Roma (guidato dall'allora sindaco Walter Veltroni) regolarizza il gruppo d'aggregazione che girava intorno al "Foro 753", occupato da Azione Giovani in via Capo d'Africa e sgomberato nel 2005, assegnando loro uno stabile in via Beverino 49 a Torrevecchia-Boccea, ad un passo dal raccordo anulare
Il 25 giugno viene occupato un palazzo della SIAE che prenderà il nome di Casa d'Italia Prati.
Il 5 ottobre invece un gruppo appartenente a Forza Nuova occupa uno stabile in viale Etiopia 81 a Roma. L'edificio è lo stesso dell'occupazione Mafarka del 26 dicembre 2004. Anche questa occupazione viene sgomberata pochi giorni dopo.
Il 23 aprile 2008 vede la nascita di "Area 19", presso la stazione della metropolitana Olimpico/Farnesina. La stazione venne costruita in occasione del Mondiale di Calcio di Italia 1990, utilizzata per quattro settimane e poi abbandonata a sé stessa.
Il 30 novembre viene occupata sempre dai militanti di CasaPound una palazzina su via Cassia, al civico 1134. Il palazzo viene lasciato due giorni dopo per gravi problemi di tenuta statica dell'edificio che ne compromettevano la sicurezza. In seguito nascerà una trattativa fra occupanti e comune, ma il sindaco Alemanno si rifiuterà di ricevere la rappresentanza di Casapound.
La mattina dell'11 luglio nel quartiere Casalbertone viene occupato simbolicamente, a cura dell'associazione di destra Spatium Nostrum e dal Circolo riformista e delle libertà, vicino alla lista civica per Rutelli, lo stabile in via Baldassarre Orero che ospitava il cinema Puccini e che risultava ufficialmente vuoto da 42 anni, se si eccettua l'occupazione durata qualche anno da parte di un centro sociale di sinistra nei primi anni novanta.. Alcune ore dopo l'occupazione simbolica, nel pomeriggio, un centinaio di antifascisti rompono i lucchetti ed entrano nello stabile imbrattandone la facciata. Il gesto viene rivendicato su Indymedia I locali dell'ex Cinema Puccini sono inagibili da anni e, dopo varie schermaglie tra militanti di destra e sinistra, è tornato nuovamente abbandonato a sé stesso.
Nell'aprile 2011 CasaPound occupa nel quartiere Montesacro prima una ex-scuola abbandonata e successivamente, dopo un primo sgombero, una palazzina per dare casa ad una ventina di famiglie in stato di grave emergenza abitativa.
L'occupazione suscita polemiche e contestazioni da parte sia del PD che dell'estrema sinistra così per alcune settimane si susseguono episodi di violenza dei quali entrambe le fazioni (CasaPound e sinistra) si accusano a vicenda, fino a quando non viene raggiunto un accordo tra gli occupanti ed il Comune di Roma, che si impegna a trovare una sistemazione adeguata alle famiglie in difficoltà sostenute da CasaPound.
Il 4 giugno 2020 la Procura di Roma ottiene dal gip il sequestro preventivo dell’immobile occupato abusivamente da Casapound nel rione Esquilino della Capitale, in via Napoleone III. Si tratta di un provvedimento giudiziario che ordina il recupero dell’edificio in relazione a una doppia indagine dei magistrati capitolini: per occupazione abusiva (che va avanti dal 2003) e di associazione a delinquere finalizzata all’istigazione all’odio razziale
Le occupazioni di destra attive ogginella zona romana sono:
- CasaMontag, via Tiberina, 801
- Sezione del Blocco Studentesco, piazza Perin del Vaga, 1
- Il cerchio e la croce, Quartiere Aurelio
- Circolo Futurista Casalbertone, via degli Orti di Malabarba, 15
- Area 19, via Monti della Farnesina
- Foro 753 (nuovo), via Beverino, 49
- Casa d'Italia Colleverde - Guidonia, Via Montebianco, 27

#### Le occupazioni nel resto d'Italia
Il 13 luglio 2001 a Vicenza viene occupata da un gruppo di appartenenti a Forza Nuova l'ex sede della guardia di finanza in via Rocchetta che prende il nome di Venerdì 13. Viene sgomberata al termine dell'estate.
Il 1º gennaio 2005 a Catania viene occupato Spazio Cervantes presso il quartiere di Librino, poi sgomberato dopo pochi mesi.
Il 29 dicembre 2006 a Latina viene occupato un palazzo di proprietà dell'Enel abbandonato da 7 anni, che dà vita a Casa Pound Latina.
Questo stabile diventa sia occupazione a scopo abitativo che non conforme: ospita famiglie senza casa, un pub ed una libreria.
Il 4 giugno 2007 a Colleverde di Guidonia, in via Monte Bianco, viene occupata una ex scuola abbandonata, che dà luogo a Casa d'Italia Colleverde.
Il 26 gennaio 2008, a Torino, alcuni ragazzi di Azione Giovani occupano uno stabile del Villaggio Olimpico per protestare contro lo spreco e l'abbandono delle strutture edificate per i XX Giochi olimpici invernali. Le forze dell'ordine sgomberano dopo poche ore.
Il 16 aprile 2008 a Giovinazzo (Bari) viene occupato l'ex carcere in via Crocifisso. L'occupazione prende il nome di CasaPound Juvenatium, ma viene sgomberata dopo 13 giorni.
Il 5 agosto 2008 a Ghedi (Brescia) viene occupata la cascina Martinenga, da anni in condizione di degrado totale. L'occupazione viene rivendicata da CasaPound Brescia.. Pochi giorni dopo (12 agosto 2008) viene sgomberata.
Il 9 aprile 2009 a Catania, nel quartiere Cibali, i militanti di Spazio Libero Cervantes occupano l'ex Circolo Didattico XX Settembre. Al momento unica ONC nel Sud Italia.
Il 3 agosto 2009 viene tentata un'altra occupazione a scopo abitativo, ad Ostia Lido, sul litorale romano, che prende il nome di Cortomaltese, nome ispirato dal personaggio dei fumetti ideato da Hugo Pratt. Tuttavia l'occupazione viene sgomberata con la forza dopo poche ore da un imponente impiego delle forze dell'ordine.
Il 12 settembre 2009 a Napoli, nel quartiere Materdei, viene occupato un ex monastero in stato di abbandono. Nasce H.M.O. (Hic Manebimus Optime). Lo stabile viene sgomberato qualche mese dopo dalla polizia dopo giorni di scontri tra occupanti e giovani antifascisti e manifestazioni che coinvolsero l'intero quartiere.
Il 13 marzo 2010 a Pescia (Pistoia) i militanti di CasaPound Toscana occupano simbolicamente l'ex carcere Veneri, per richiedere la riqualificazione della struttura e la sua restituzione alla comunità.
L'8 agosto 2010 viene occupata una palazzina popolare non assegnata da quindici anni dai militanti di CasaPound Lamezia Terme. L'edificio viene sgomberato il 18 novembre dello stesso anno.

#### Il fenomeno in Europa
Sul modello di quelli italiani, in particolare ispirati dall'esperienza di CasaPound, nascono realtà simili anche in altri paesi europei, come Haus Montag in Germania e Casal Tramuntana in Spagna, portata avanti da militanti vicini al Movimento Sociale Repubblicano.